# Eupithecia chimera
Eupithecia chimera es una especie de polilla de la familia Geometridae. La especie fue descrita por primera vez por Harrison Gray Dyar habiendo sido descrita en 1944, con distribución en México. El holotipo de la especie fue descrita en Zacualpan.

## Descripción
Es una polilla de madiano tamaño con una envergadura de 24 milímetros (0,9 plg). Es de color gris oscuro, con un área más clara que emana de la marca discal, la cual es ovalada y negra. Cuenta con líneas débiles; la interior y exterior son dobles, negruzcos, el exterior suele ser angulado hacia dentro subapicalmente y un poco relleno de un color blanquecino. La línea interior hace ángulo en la celda. Cuenta con una línea subterminal obsoleta, marcada sólo por algunas escamas blanquecinas y una línea negra terminal.
El ala trasera es gris un tanto más claro, casi sin marcas hasta la vena mediana. El área anal de la ala posterior cuenta con escamas anchas de color negro, que muestra una doble banda exterior pálida la que continúa débilmente a lo largo del ala. Su punto discal es bastante negruzco.